# ケルン市アンツァイガー
『ケルン市アンツァイガー』（ケルンしアンツァイガー、ドイツ語: Kölner Stadt-Anzeiger）は、ドイツ・ケルン市に本部を置く日刊紙で、ケルン・ボン大都市圏で最大の発行部数を誇っている。この新聞は、100 人を超える寄稿編集者の基盤と、地方および地域のニュース報道のための特派員の幅広いネットワークを持つ。

## 歴史
ケルン市アンツァイガーは、1876 年に全国紙『ケルン新聞』（Kölnische Zeitung）の地方版として初めて登場した。第二次世界大戦の終盤には、両新聞は共に発行中止を余儀なくされた。
1949年10月に、ケルン市アンツァイガーが再発行された。激しい競争の下で、1950 年代後半までにケルン地域の主要な新聞に発展した。1960年以来、有力出版社のシャウベルク社（M. DuMont Schauberg）のA.N.デュモント（Alfred Neven DuMont）教授がこの新聞の唯一の編集者で、2004年以来は、K.N.デュモント（Konstantin Neven DuMont）が経営責任者で、ペーター・パウルス（Peter Pauls）が編集長を務めている。

## 参照項目
- ドイツのマスコミ
- 中部ドイツ新聞